# 에토레 푸리첼리
엑토르 "에토레" 푸리첼리(이탈리아어: Héctor "Ettore" Puricelli ˈɛttore puriˈtʃɛlli[*]; 1916년 9월 15일, 몬테비데오 주 몬테비데오 ~ 2001년 5월 14일, 라치오 주 로마)는 우루과이 태생의 이탈리아 전 축구 선수이자 감독으로, 현역 시절 스트라이커로 활약했다. 우루과이 출신으로, 그는 국가대항전에서 이탈리아를 대표로 출전했다. 그는 선수 시절, 이탈리아의 볼로냐와 밀란에서 활약한 것으로 알려져 있다. 골 결정력이 뛰어난 선수로, 그는 공중 경합력에서 두각을 나타내어, "금빛 소두"(testina d'oro)라는 별칭이 붙었다.

## 경력
고향 몬테비데오의 센트랄 에스파뇰에서 활약하던 푸리첼리는 1938년에 우루과이에서 이탈리아로 건너가기로 결정하고, 세리에 A의 볼로냐에 입단했다. 볼로냐는 당시 전성기를 맞이하였고, 푸리첼리를 영입하며 날개를 달았다. 푸리첼리의 1년차에 볼로냐는 1938-39 시즌 리그 우승을 거두었다.
푸리첼리는 이탈리아 무대 1년차에 밀란의 알도 보피와 함께 공동 득점왕(capcannoniere)에 등극했다. 그는 1940-41 시즌에도 22골을 기록하며 한 번 더 득점왕에 올랐고, 같은 해 볼로냐의 리그 우승에도 일조했다.
제2차 세계 대전이 끝나고, 푸리첼리는 밀란으로 이적하였고, 이후에도 득점 행진을 무난히 이어나갔지만, 리그 정상에 오르지는 못했다. 밀란이 이 시기 리그 우승에 가장 근접했던 때는 1947-48 시즌으로 당시 주장을 역임하며 리그를 준우승으로 마쳤다. 그는 세리에 B의 레냐노에서 말년을 보냈는데, 이 당시에도 아직 득점력이 살아있었다.

## 수상

### 클럽
볼로냐
- 세리에 A: 1938–39, 1940–41

### 개인
- 세리에 A 득점왕: 1938–39, 1940–41[3]

### 감독
밀란
- 세리에 A: 1954–55

## 수상
1. ↑  Enciclopedia Del Calcio 보관됨 2008-03-19 - 웨이백 머신
2. ↑  Furio Zara (2018년 5월 15일). “Pavoletti e i grandi specialisti di testa dell'Italia e del mondo” (이탈리아어). www.calciomercato.com. 2019년 5월 1일에 확인함.
3. 1 2  Roberto Di Maggio; Igor Kramarsic; Alberto Novello (2015년 6월 11일). “Italy - Serie A Top Scorers”. 《RSSSF》. 2015년 10월 31일에 원본 문서에서 보존된 문서. 2015년 12월 2일에 확인함.